# 1ЛГ-600А
1ЛГ-600 (в народе «дом-кора́бль») — советский типовой проект жилых домов индустриального домостроения. Строительство домов 600-й серии осуществлялось Автовским ДСК по переработанному Ленинградским зональным научно-исследовательским и проектным институтом типового и экспериментального проектирования жилых и общественных зданий (ЛенЗНИИЭП) польскому проекту с 1967 по 1989 год в Ленинграде и его пригородах.

## Описание
Обычно «дома-корабли» имеют высоту от 5 до 15 этажей. В некоторых районах Ленинграда (например, на Юго-Западе) «дома-корабли» строились с кирпичными вставками и представляли собой кривые линии. Подобный тип застройки использовался для гашения сильного морского ветра в прибрежных районах. В Ульянке и Сосновой Поляне встречаются «дома-корабли» с навесными утеплительными панелями.
В настоящее время «дома-корабли» считаются популярным на вторичном рынке жильём экономкласса, основным достоинством которых является расположение в старых спальных районах с развитой инфраструктурой. В отличие от хрущёвок, в «кораблях» есть лифт и мусоропровод. Основными недостатками «домов-кораблей» считаются плохие тепло- и звукоизоляция. Кроме того, в планировке квартир «домов-кораблей» предусмотрена маленькая площадь кухни (около 6 м²); часто квартиры с количеством комнат 3 и больше имеют проходные комнаты (такие квартиры обычно выдавались очередникам — семье из 4 человек (2 родителей и 2 однополых детей); санузел без места для установки стиральной машины. В поздних «домах-кораблях» была существенно увеличена площадь кухни в трёхкомнатных квартирах. В 12- и 15-этажных «домах-кораблях» имеется дополнительный лифт, однако он, в связи с особенностями планировочных решений серии, не в пример другим высотным сериям домов того времени, имеет меньшие габариты и грузоподъёмность по сравнению с пассажирским (240 против 320 кг; кроме того, такие лифты оборудованы распашными, а не автоматическими дверями).
Дома этой серии построены в большом количестве в Санкт-Петербурге (Гражданка, Юго-Запад, Шувалово-Озерки, Комендантский аэродром, северное Купчино, 3 «точки» на Ржевке-Пороховых), Всеволожском, Кировском и Тосненском районах Ленинградской области, в Новом Уренгое, Челябинске, Копейске, Пскове, а также в городах Польши (Гданьск, Щецин, Полице, Свиноуйсьце).

Дома гостиничного типа проекта 1ЛГ-600А/УР-25 встречаются Ямало-Ненецком и Ханты-Мансийском автономных округах. 
Из-за обрушения строящегося «дома-корабля» в 1979 году (см. ниже) строительство домов серии в Ленинграде к 1982 году было свёрнуто — с этого момента Автовский ДСК начал производить усовершенствованную серию 600.11. Тем не менее в населённых пунктах Ленинградской области «дома-корабли» продолжали возводиться до 1989 года.

### Типовые проекты
- 1ЛГ-600А-1 — 1 секция, 9 этажей, 54 квартиры;
- 1ЛГ-600-1-12 — 1 секция, 12 этажей, 72 квартиры;
- 1ЛГ-600А-2 — 5 секций, 9 этажей, 180 квартир;
- 1ЛГ-600А-3 — 7 секций, 9 этажей, 252 квартиры;
- 1ЛГ-600А-4 — 7 секций, 9 этажей, 252 квартиры;
- 1ЛГ-600А-5 — 7 секций, 9 этажей, 251 квартира;
- 1ЛГ-600А-6 — 7 секций, 9 этажей, 252 квартиры;
- 1ЛГ-600А-7 — 9 секций, 9 этажей, 322 квартиры;
- 1ЛГ-600А-8 — 1 секция, 12 этажей, 72 квартиры;
- 1ЛГ-600А-9 — 1 секция, 15 этажей, 90 квартир;
- 1ЛГ-600А/14 — 1 секция, 15 этажей, 90 квартир;
- 1Лг-600А-И1 — 5 секций, 9 этажей, 179 квартир;
- 1ЛГ-600А/70 — увеличенные до 10,5 м2 кухни. Этажность — 5, 9, 12 и 15. До 20 секций[2];
- 1ЛГ-600А/УР-25 — 1 секция, 9 этажей, 108 квартир (несмотря на индекс, имеет совершенно иные архитектурные и планировочные решения, тем самым, практически не имея ничего общего с основным проектом).

Курсивом отмечены нереализованные проекты.

## Происшествия
27 февраля 1979 года в Ленинграде произошло полное обрушение строящегося 15-этажного дома серии 1Лг-600-1 на улице Кустодиева, 10 в связи с нарушением технологии монтажа панелей фасада. Ещё один дом, возводимый рядом, удалось стабилизировать брёвнами и в дальнейшем демонтировать. Причина обрушения — заделка стыков фасадных панелей цементной смесью вместо гернитовых прокладок. Твердея на морозе, намешанный с солью цементный раствор стал причиной неправильного перераспределения нагрузок по элементам конструкции дома, что привело к разрушению части несущих консолей и обрушению. Жертв удалось избежать благодаря машинисту башенного крана, снявшему со здания монтажников в бадье для раствора.

### Фотогалереи и базы данных
- Список домов серии 1Лг-600А.
  - Список домов серии 1Лг-600А-1.
    - Список домов серии 1Лг-600А-1-12.

  - Список домов серии 1Лг-600А-2.
  - Список домов серии 1Лг-600А-3.
  - Список домов серии 1Лг-600А-4.
  - Список домов серии 1Лг-600А-5.
  - Список домов серии 1Лг-600А-6.
  - Список домов серии 1Лг-600А-7.
  - Список домов серии 1Лг-600А-8.
  - Список домов серии 1Лг-600А-9.
  - Список домов серии 1Лг-600А-И1.
  - Список домов серии 1Лг-600А/14., дома данного проекта на сайте включены в 1Лг-600А-9.
  - Список домов серии 1Лг-600А/70.
- Список домов серии 1Лг-600А/УР-25.